# 布盧明頓鎮區 (伊利諾伊州麥克萊恩縣)
布盧明頓鎮區（英語：Bloomington Township）是位於美國伊利諾伊州麥克萊恩縣的一個行政鎮區。

## 地方資料
根據2010年美國人口普查的數據，布盧明頓鎮區的面積為55.10平方千米，當中陸地面積為55.00平方千米，而水域面積為0.10平方千米。當地共有人口78005人，而人口密度為每平方千米1,415.7人。